# ضياء الميالي
ضياء الميالي (1971 ببغداد العراق - ) هو شاعر عراقي يكتب الشعر بنوعيه الشعبي والفصحى، بدأ مسيرته في عام 1994. قدم العديد من البرامج وكان أحد حكام لجنة التحكيم في برنامج شاعر العراقية. وقام باعداد وتقديم برنامج قطرة مطر مع ضياء الميالي و برنامج القصيدة . اسس وعمل في فضائيات تختص بالاغاني العراقية مثل قناة mcp وقناة solo music وقناة alhanen music له اعمال غنائية مع اهم المطربين العرب امثال : حسين الجسمي الامارات عاصي الحلاني لبنان فيصل عبدالكريم السعودية والعديد من النجوم والاغاني الشهيرة 